# Nínive

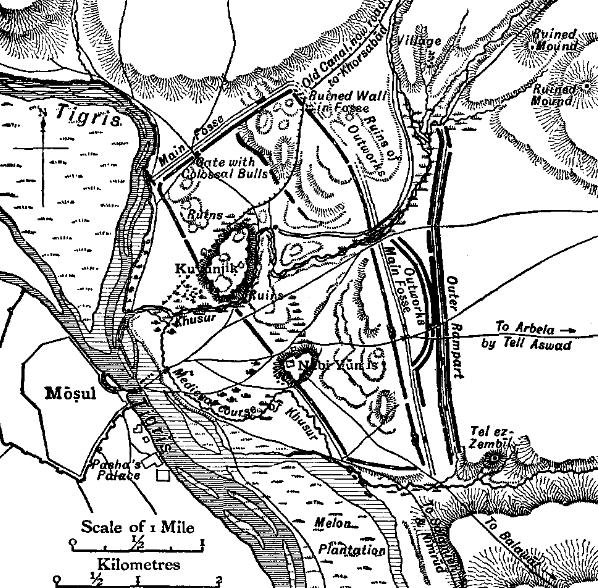
Plano de Nínive incluido en la Encyclopedia Bíblica de 1903.

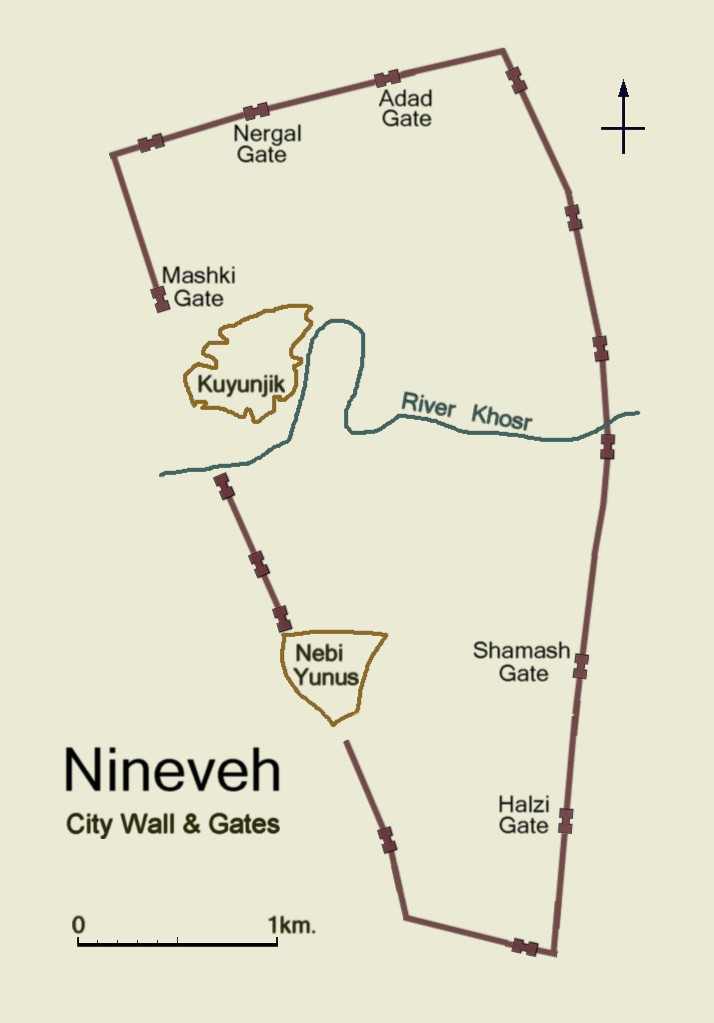
Plano simplificado de Nínive en el

Complejo Kukunjik.

Nínive (acadio: 𒌷𒉌𒉡𒀀  Ninua, siríaco:ܢܝܼܢܘܹܐ Nīnwē, hebreo: נינוה Nynwe, árabe:نَيْنَوَىٰ Naynawā) fue la capital y ciudad más grande del Imperio neoasirio, dentro de la actual Mosul en Irak, descrita en el Libro de Jonás como «ciudad grande sobremanera, de tres días de recorrido». Se encuentra en la orilla oriental del Tigris, se extendía a lo largo de 5 kilómetros, con una anchura media de 2 kilómetros, desde el río hasta las colinas del este. Toda esta área es, en la actualidad, una inmensa zona de ruinas.
Esta ciudad asiria fue una de las cuatro capitales del imperio, junto a Aššur, Dur Sharrukin y Nimrud, y llegó a ser la más grande del mundo durante aproximadamente cincuenta años hasta el año 612 a. C. cuando, después de un amargo período de guerra civil, fue saqueada por una coalición de sus antiguos pueblos súbditos, incluidos los babilonios, medos, persas, escitas y cimerios.
Situada en la confluencia de los ríos Tigris y Josr, Nínive fue un importante punto de paso de las rutas comerciales que cruzaban el Tigris. Ocupaba una posición central en las rutas entre el mar Mediterráneo y el Índico, uniendo así Oriente y Occidente, recibiendo influencias y riqueza de muchos lugares. Llegó a convertirse en una de las más grandes ciudades de la Antigüedad.
Las ruinas de Nínive se encuentran en las inmediaciones de la actual Mosul, en Irak, que quedó en ruinas debido a la ocupación del Estado Islámico. Nínive fue construida en su momento por el personaje bíblico Nemrod o Ninus, quien se la dedicó a Semiramis, para honrarla por su alianza y conquistar Medio Oriente y Egipto, y tenía como iconos leones a su entrada, que eran el símbolo con que se describía a sí misma en aquellos años, por su fiereza y crueldad hacia sus enemigos.

## Historia

### La memoria de Nínive

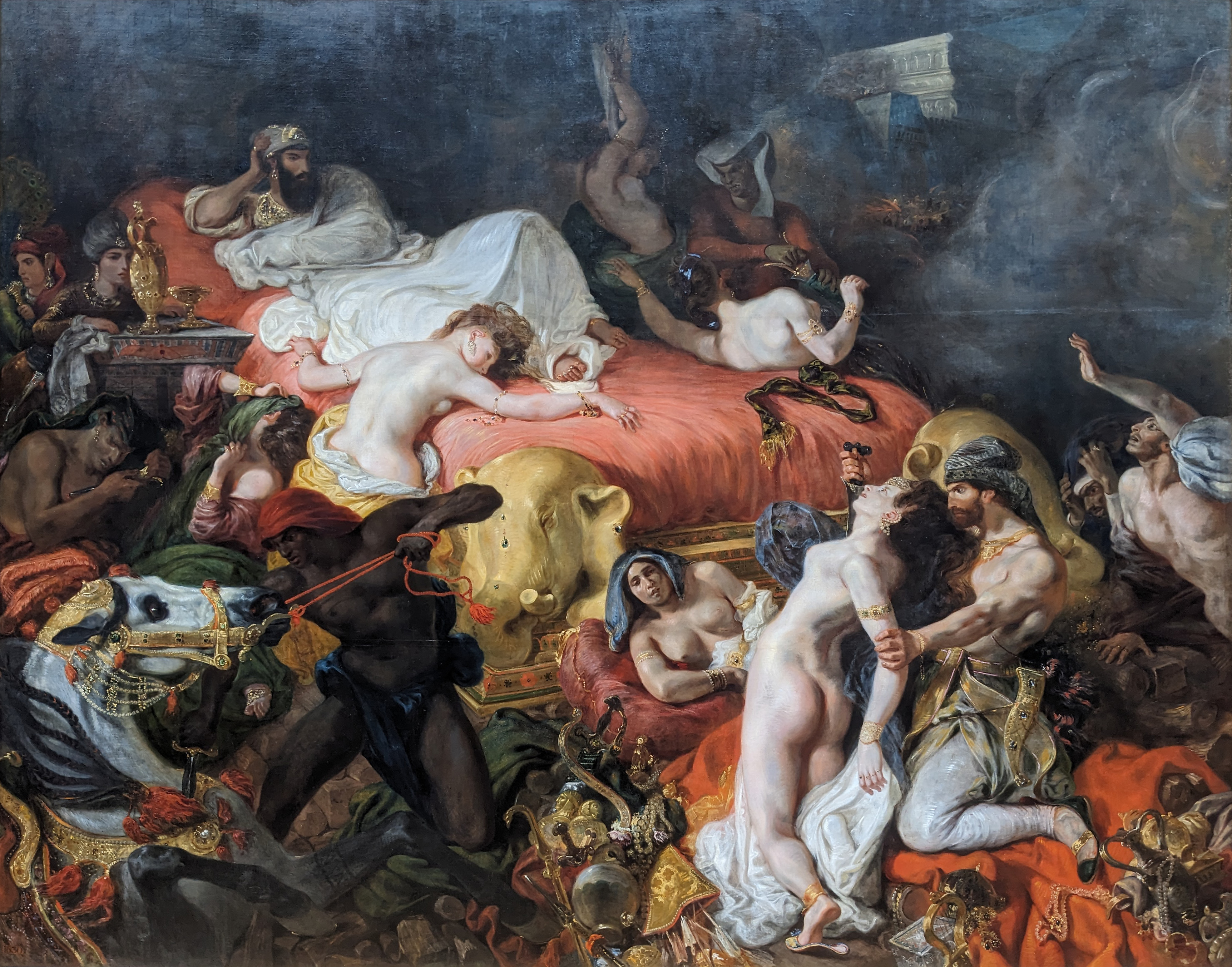
La muerte de Sardanápalo, de Eugène Delacroix, 1827, que representa la leyenda de la caída de Nínive relatada por Ctesias.

Nínive se menciona en varios textos de la Antigüedad, que fueron leídos en siglos posteriores y han conservado el recuerdo del Imperio asirio y de su última capital. Es mencionada por varios escritores griegos y romanos que la recordaron como la capital del gran imperio asirio, pero la describen poco en comparación con Babilonia, y luego cayó en el olvido y fue referida como un campo de ruinas por Luciano de Samosata. Existe cierta confusión en cuanto a su ubicación exacta: Ctesias de Cnido la confunde con Babilonia situándola en el Éufrates; otros autores (Estrabón, Plinio el Viejo, Ptolomeo) la sitúan en el Tigris, pero unas veces en la orilla izquierda y otras en la derecha, lo que demuestra el hecho de que a menudo están informados de forma imprecisa. Los relatos sobre Nínive de los antiguos autores griegos y romanos se basan generalmente en lo que Ctesias relató en su Historia del Imperio Asirio. Nínive debe su nombre a su fundador, el legendario gobernante Nino, primer rey asirio y conquistador de muchas tierras. El otro gran momento de la historia de la ciudad fue su destrucción por los medos, y los babilonios llevaron al tirano Sardanápalo al suicidio y prendieron fuego a su palacio tras entrar en la ciudad provocando una inundación. Este relato se basa aparentemente en una confusión entre la caída de Babilonia en 648 a. C. y la de Nínive en 612 a. C..
Según la Biblia hebrea y cristiana, Nínive fue fundada por Nimrod. Como los asirios habían dominado los reinos de Israel y Judá, su imagen era negativa. Los libros de Nahum y Sofonías profetizan y describen su destrucción. El Libro de Jonás está ambientado en Nínive: Jonás consigue, muy a su pesar, que esta gran ciudad de pecadores haga penitencia. Como este texto fue escrito mucho después de la caída de la ciudad, no contiene datos históricos confiables sobre ella. La historia de Jonás en Nínive es muy significativa, y se repite en los Evangelios de Mateo y Lucas; se convirtió en el texto con el que más se asocia Nínive en la tradición judía, cristiana y luego musulmana. De hecho, una comunidad cristiana local erigió en la colina un lugar de culto dedicado a Jonás, que más tarde tomó el nombre del profeta, Nebi Yunus.
Más cerca del lugar, los autores árabes medievales mencionan la ubicación de la antigua Nínive. Las historias que cuentan sobre su pasado están tomadas de autores griegos y, sobre todo, de la Biblia, ya que para ellos esta ciudad era el lugar al que llegó Jonás (Yunus) en su misión de conversión. La ubicación de Nínive es bien conocida por los geógrafos medievales (Ibn Hawqal y Al-Maqdisi, por ejemplo), gracias a la mezquita que se alza en lo que hoy es Nebi Yunus (por entonces, llamada Tall al-Tawba, la Colina del Arrepentimiento). Según la leyenda local, el pez gigante que llevó a Yunus hasta allí está enterrado en el lugar. Sobre esta base, algunos viajeros europeos medievales y modernos (Benjamin de Tudèle en el XII, Carsten Niebuhr en el XVIII) pudieron localizar las ruinas de Nínive.

### Devenir
Nínive es mencionada por primera vez alrededor de 1800 a. C. como una ciudad con un templo dedicado a la diosa Ishtar, en buena parte responsable de la temprana importancia que adquirió la ciudad. Nínive también se menciona en la Biblia, como una ciudad edificada por Asur, que se separó del rey Nimrod, bisnieto de Noé, en el Génesis 10:7-11. 
No hay demasiadas evidencias para decir que Nínive fuera totalmente reconstruida por los reyes asirios durante el segundo milenio a. C. Cuando el rey Senaquerib convirtió a Ninua, o Nínive en la capital del reino de Asiria a finales del siglo VIII a. C. (antes lo fue brevemente Dur Sharrukin), esta ya era un antiguo asentamiento. Los nombres de monarcas posteriores como Salmanasar I o Tiglath-Pileser I han aparecido en la acrópolis. Ambos fueron activos constructores en Assur, el primero de ellos fundó además Nimrud. Nínive tuvo que esperar hasta los neoasirios, después de la época del rey Asurnasirpal II, para alcanzar un desarrollo urbanístico mucho mayor. A partir de entonces, sucesivos monarcas mantuvieron y fundaron nuevos palacios, así como templos dedicados a Sin, Nergal, Inanna, Shamash, Ishtar y Nabu de Borsippa.
Fue el rey Senaquerib el que hizo de Nínive una ciudad realmente magnífica (700 a. C.). Diseñó amplias calles y plazas y construyó el famoso «palacio sin rival», de unos 200 por 210 metros, cuya planta ha sido reconstruida en gran parte. Este palacio tenía unas 80 habitaciones, muchas de ellas repletas de bajorrelieves en sus paredes. Gran parte de las tablillas de Nínive se encontraron aquí. Algunas de las principales entradas estaban flanqueadas por toros alados con cabeza humana. En ese tiempo el área total de Nínive ocupaba unos 7 km² y 15 grandes puertas permitían el paso de sus murallas. Un elaborado sistema de 18 canales llevaba el agua desde las colinas hasta Nínive. Se han encontrado también algunas partes de un magnífico acueducto erigido por el mismo rey en Jerwan, a unos 40 km de distancia.
El esplendor de Nínive fue efímero. Alrededor del 633 a. C. el Imperio asirio empezó a dar muestras de debilidad y los medos atacaron Nínive. Estos volvieron a atacar, esta vez junto a Babilonia y Susa, en 625 a. C.
En 612 a. C., nuevamente, babilonios y medos se volvieron a aliar para el asalto de la ciudad. El asedio duró tres meses, durante los cuales se emplearon todo tipo de tácticas, como desviar el curso del río Khosr o atacar a la vez por varios flancos para debilitar la defensa asiria. El ataque final se produjo por el cauce ya seco del río. Nínive cayó y fue arrasada hasta los cimientos. En los registros egipcios consta que el faraón Psamético I defendió la ciudad como aliado de los asirios, pero fue inevitable su caída. El imperio asirio llegó a su final cuando babilonios y medos se repartieron sus provincias.
Después de gobernar durante más de seis siglos, desde el Cáucaso y el Caspio hasta el Golfo Pérsico, y más allá del Tigris hasta Asia Menor y Egipto, la ciudad desapareció como si hubiese sido únicamente un sueño.
Anteriormente a las excavaciones del siglo XIX, los conocimientos sobre el gran Imperio asirio y su magnífica capital eran casi nulos. Vagos indicios conservados en la Biblia llevaban a los estudiosos occidentales a pensar en su poder y grandiosidad, pero definitivamente se sabía muy poco sobre Nínive. Otras grandes ciudades abandonadas, como Palmira, Persépolis o Tebas, dejaron tras de sí ruinas visibles que marcaban sus emplazamientos y mostraban su antiguo esplendor, pero de la imperial Nínive, incluso su extensión era una mera conjetura.
En la época del historiador griego Heródoto (400 a. C.), Nínive ya era parte del pasado. Cuando el historiador Jenofonte pasó por el lugar, en su obra Anábasis se ve que incluso el nombre de la ciudad había sido olvidado. Había desaparecido de la vista y nadie sabía de su importancia. Nunca más se levantó de sus ruinas. 
En 2015, en un ataque terrorista por parte de integristas islámicos, se destruyeron o desfiguraron grandes estatuas del cercano lugar arqueológico de Hatra, declarado patrimonio mundial, así como artefactos únicos procedentes de varias excavaciones de la provincia de Nínive que se encontraban en el Museo de Mosul.

## Arqueología

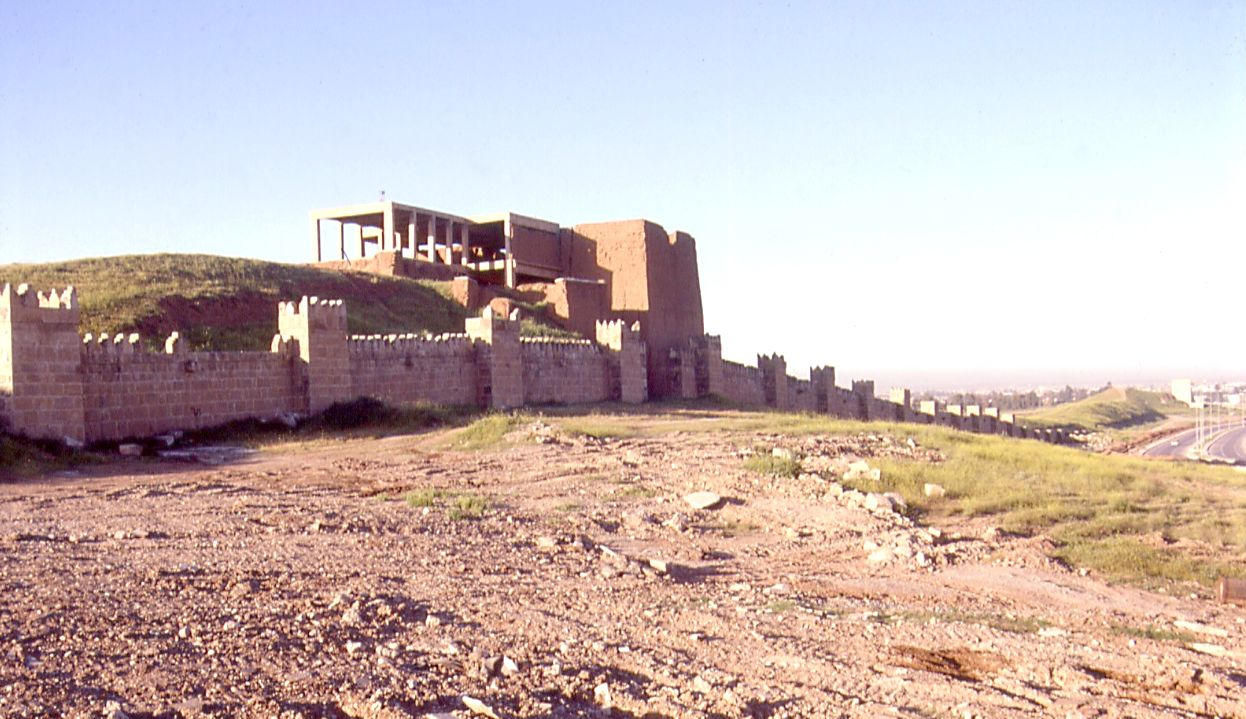
Murallas de Nínive.

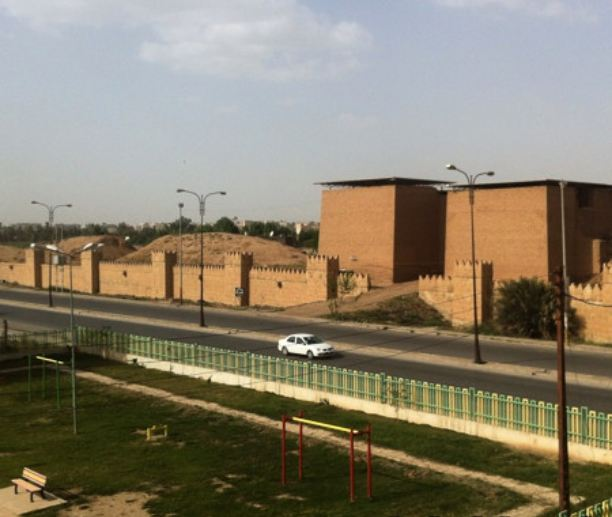
Puerta occidental reconstruida.

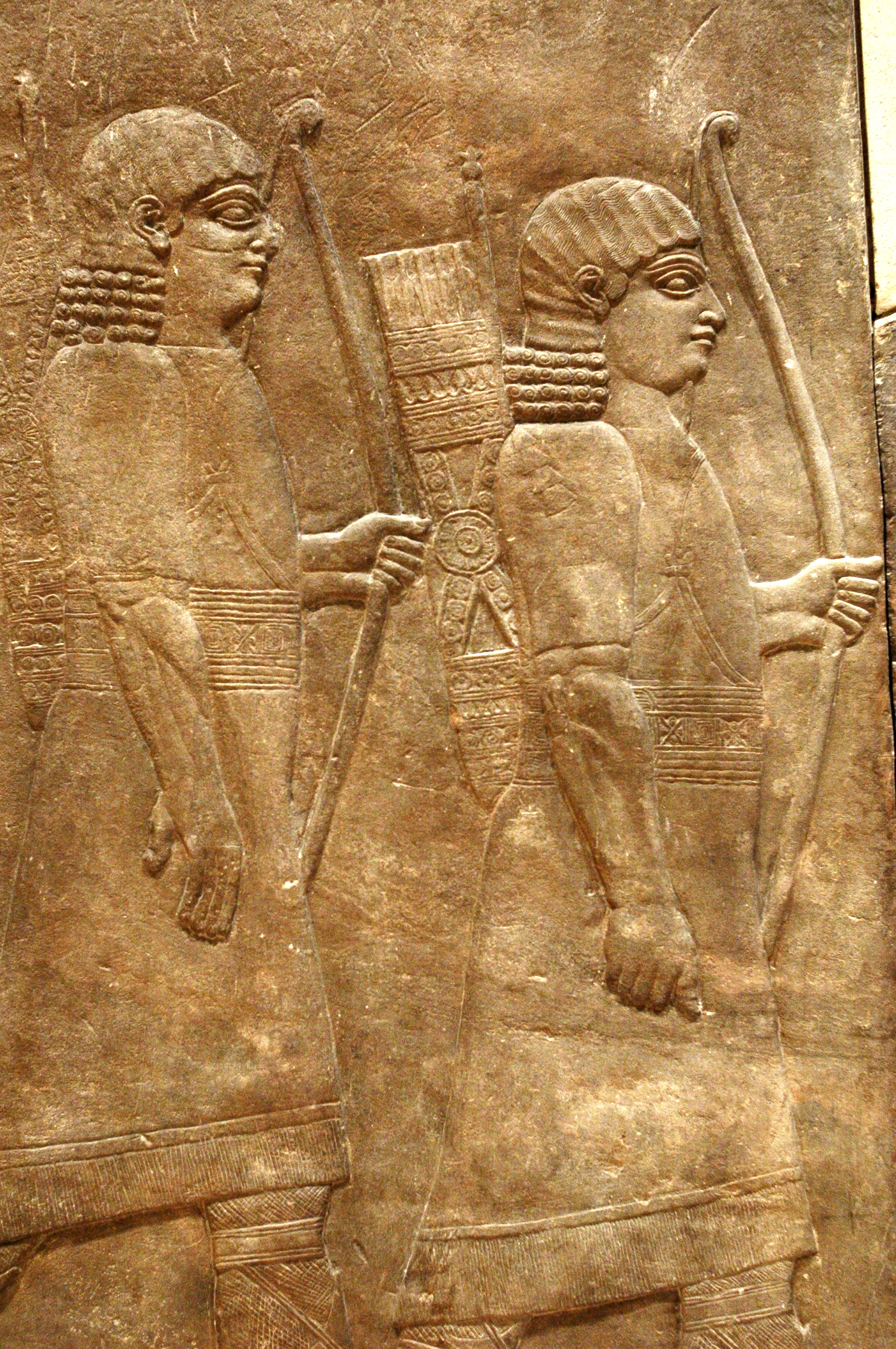
Guardias de Asurbanipal, bajorrelieve de su palacio en Nínive, c. 645 a. C., Museo del Louvre.

En la actualidad, el emplazamiento de Nínive se encuentra señalado por dos grandes montículos, llamados Kouyunjik y Nebi Yunus ("Profeta Jonás") así como por los restos de su muralla (una circunferencia de unos 12 km). El primer montículo (Kouyunjik) ha sido explorado en profundidad. Sin embargo, en el otro montículo no se han hecho demasiadas excavaciones debido a la presencia de un santuario musulmán dedicado al profeta Jonás en ese lugar.
En el siglo XIX, el cónsul francés en Mosul empezó a buscar en los grandes montículos que había en la otra orilla del río. Los trabajadores árabes que empleó en esas excavaciones, para su sorpresa, llegaron a una edificación en el montículo de Khorsabad. Investigaciones posteriores del edificio demostraron que se trataba del palacio real de Sargón II, en el cual se exploró en profundidad en busca de esculturas y otras reliquias.
En 1847 el joven aventurero británico sir Austen Henry Layard exploró las ruinas con método científico. En el montículo Kouyunjik redescubrió el palacio de Senaquerib, que tenía 71 habitaciones y magníficos bajorrelieves. También desenterró el palacio y la famosa biblioteca de Asurbanipal que contenía 22 000 tablillas. El estudio de la arqueología de Nínive reveló el poder y la gloria de la antigua Asiria durante los reinados de Esarhaddon (681-669 a. C.) y Asurbanipal (669-626 a. C.). En esta primera excavación, el alcalde de Kuyunyik envió una carta a los arqueólogos que intervinieron.
Los trabajos de exploración los siguieron Botta, George Smith y otros, en los montículos de Nebi Yunus, Nimrud, Kouyunjik y Khorsabad, y numerosos objetos asirios fueron exhumados y trasladados a museos europeos. Se descubrieron multitud de palacios, con sus decoraciones y losas esculpidas, revelando la vida y costumbres de este antiguo pueblo, sus formas de guerra y paz, de religión, el estilo de su arquitectura y la grandeza de sus monarcas. Las calles de la ciudad han sido exploradas y se han descifrado las inscripciones en los ladrillos, tablillas y figuras esculpidas. Con ello, los secretos de su historia han podido ser revelados.
El más importante de los descubrimientos fue la biblioteca de Asurbanipal. Contenía unas diez mil tablillas en escritura cuneiforme en las que se describía la historia, leyes y religión de Asiria. Esto hace que sea uno de los mayores tesoros de la literatura del mundo antiguo. La biblioteca contenía también antiguos documentos acadios, que son los documentos existentes más antiguos jamás encontrados, probablemente de la época de Sargón de Acad.
En algunas de las tablillas se hace mención al posible uso de algo similar al Tornillo de Arquímedes para elevar agua, junto a otras tablillas que mencionan jardines. Eso llevaría a la hipótesis de Nínive como un posible emplazamiento de los míticos Jardines colgantes de Babilonia.

## Origen del nombre

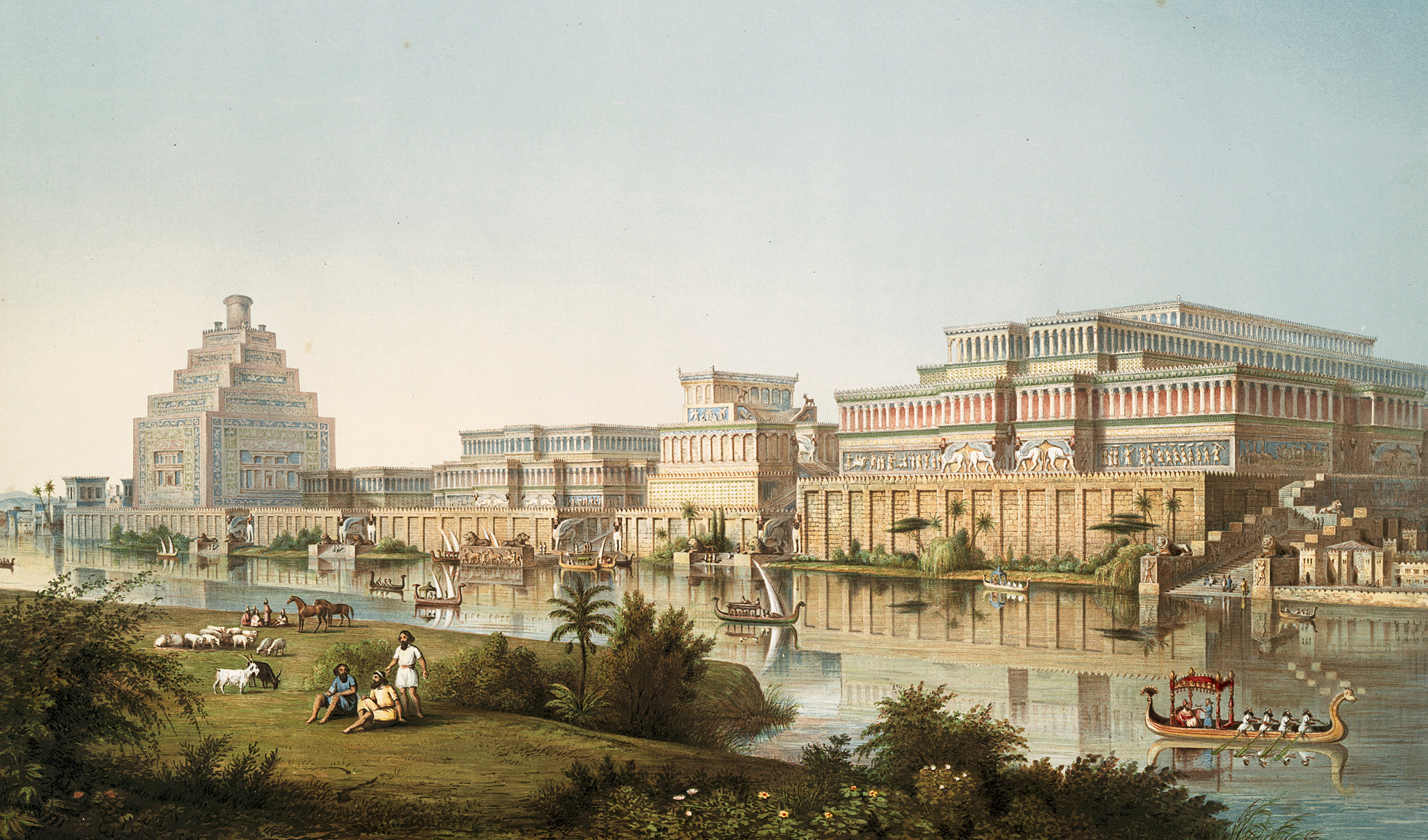
Impresión artística de los palacios asirios de "Los monumentos de Nínive" por Sir Austen Henry Layard, 1853

El topónimo Nínive proviene del latín Ninive  y griego koiné  Nineuḗ  (Νινευή} bajo la influencia hebreo  Nīnəweh  (נִינְוֶה) en la Biblia, del Acadio  Ninua  (var.  Ninâ ) o  Antiguo babilónico Ninuwā. El significado original del nombre no está claro, pero puede que se refiera a una diosa patrona. El cuneiforme para  Ninâ   es un pez dentro de una casa (cf.  arameo  nuna ' ', "pescado"). Esto puede haber significado simplemente "lugar de los peces" o puede haber indicado una diosa asociada con los peces o el Tigris, posiblemente originalmente de origen idioma hurrita. Se dijo más tarde que la ciudad estaba dedicada a "la diosa Ishtar de Nínive" y  Nina  era uno de los nombres de esa diosa en idioma sumerio y en idioma acadio.
Además, la palabra נון / נונא en idioma acadio (antiguo babilónico) se refiere al género de peces Anthiinae, indicando además la posibilidad de una asociación entre el nombre Nínive y pez.
 Nabī Yūnus  es el  árabe para "profeta Jonás". "Kuyunjiq" era, según  Layard, un nombre turco, y los árabes lo conocían como "Armousheeah", y se cree que tiene alguna conexión con la dinastía Kara Koyunlu. Estos topónimos se refieren a las áreas al norte y al sur del arroyo Khosr, respectivamente: Kuyunjiq es el nombre de todo el sector norte delimitado por las murallas de la ciudad y está dominado por el gran montículo (35 ha) de Tell Kuyunjiq, mientras que Nabī (o más comúnmente Nebi) Yunus es el sector sur alrededor de la mezquita del Profeta Yunus / Jonás, que se encuentra en Tell Nebi Yunus.